# Eurocon 1972
Eurocon 1972, acronim pentru Convenția europeană de science fiction din 1972, prima de acest fel, a avut loc la Trieste în  Italia.

## Premii

### European SF Award
- Artist: Karel Thole (Italia)
- Specialized Professional Magazine: Nueva Dimensión (Spain)
- Non-Specialized Professional Magazine: Viata Romaneasca (Romania)
- Fanzine: Speculations (United Kingdom)
- Comics: Lone Sloane, by Philippe Druillet (France)

### European SF Special Awards
- Roman:
- Belgia - Sam, Paul Van Herck;
- France - Ortog et les tenebres, Kurt Steiner;
- Hungary - A Feladat, Peter Zsoldos;
- Italy - Autocrisi, Pierfrancesco Prosperi;
- Olanda - De naakten en de speyers, Jacob Carossa;
- România - Vă caută un taur, Sergiu Fărcășan;
- Spain - Amor en una Isla Verde, Gabriel Bermudez;
- Sweden - Deta ar Verkligheten, Bertil Matensson;
- United Kingdom - All Judgement Fled, James White;

- Povestire:
- Belgium - De 8 jaarlijkse God Eddy C. Bertin;
- France - L'Assassinat de l'Oiseau Bleu, Daniel Walther;
- Hungary - Sempiternin, Lajos Mesterhazi;
- Italy - Dove Muore l'Astragalo, Livio Horrakh;
- Netherlands - Egeïsche Zee Carl Lans;
- Romania - Altarul Zeilor Stohastici Adrian Rogoz;
- Sweden - Spranget, Carl Johan Holzhausen;
- United Kingdom - Lucifer, Edwin C. Tubb;

- Producție dramatică:
- Denmark - Man Den, Der Tankte Ting (Film);
- Italy - La Ragazza di Latta (Film);
- Netherlands - De Kleine Mannetjes van Mars (Radiophonic play for children);

Sweden - Deadline (Film);
- United Kingdom - UFO (TV Serial);

- Artiști:
- France - Jean-François Jamoul;
- Hungary - Andras Miklos Saros;
- Netherlands - N. van Welzenes;
- România - Nicolae Saftoiu;
- Spania  - Enrique Torres (Enric);
- Sweden - Sven O. Gripsborn;
- United Kingdom - Arthur Thompson (Atom);

- Revistă profesionistă specializată : Spain - Galassia
- Revistă profesionistă nespecializată:
- Belgium - Ciso - SF & Comics;
- France - Le Magazine Litteraire: La Science-Fiction;
- Italy - Fena rete: Fantascienza & Futuribile;
- Netherlands - Stripschrift: SF & Comics;
- Spania - Yorick: Teatro y Ciencia-Ficcion;

- Fanzine:
- Austria - Quarber Merkur;
- Belgium - Kosmos;
- France - Nyarlathotep;
- Hungary - SF Tajekoztato;
- Italy - Notiziario CCSF;
- Netherlands - Holland-SF;
- România - Solaris;
- Spania - Fundacion;
- Sweden - SF Forum;
- Turkey - Antares;

- Benzi desenate:
- Belgium - Yoko Tsuno, R. Leloup;
- Netherlands - Arman en Ilva, The Tjong King;
- Spania - Haxtur, Victor de la Fuente;
- Sweden - Blixt Gordon, Lars Olsson;

- Eseuri, biografii, bibliografii:
- Hungary - A Fantazia Irodalma, Laszlo Urban;
- Netherlands - 100 jaar SF in Nederland, Dick Scheepstra;
- Romania - Virsta de Aur an Anticipatiei Romanesti, Ion Hobana;
- Spania - La SF: Contramitologia del Siglo XX, Carlo Frabetti (Essay);
- Ray Bradbury-Humanista del Futuro,Jose Luis Garci (Book);
- Sweden - SF Articles in 'Sydsvenska Dagbladet', Sven Christer Swahn;